# Clarence B. Farrar
Clarence B. Farrar (ur. 1874, zm. 3 czerwca 1970 w Toronto) – kanadyjski lekarz psychiatra. Kierował Toronto Psychiatric Hospital od 1925 roku, wykładał psychiatrię na University of Toronto.

## Wybrane prace
- (1903) On the Motor Cortex[1]
- (1918) War Neuroses and Psychoses[2]